# Эрголин

Эрголин

Производные эрголина — группа химических соединений, структурной основой которых является алкалоид эрголин. Производные эрголина применяются в клинической практике как вазоконстрикторы, а также для лечения и облегчения симптомов мигрени (в комбинации с кофеином) и болезни Паркинсона. Некоторые алкалоиды эрголина, содержащиеся в спорынье, могут вызывать эрготизм, сопровождающийся судорогами и гангренозными проявлениями. К другим психоделическим веществам этой группы относятся ЛСД, а также некоторые алкалоиды Argyreia nervosa (гавайская роза), Ipomoea tricolor и родственных видов.

## Применение
Помимо природных эргоновина (применяются как окситоцики) и эрготамина (используется для купирования мигрени), важное значение имеют синтетические производные: окситоцическое средство метергин, противомигренозные препараты дигидроэрготамин и метисергид, гидергин (смесь мезилатов дигидроэрготоксина, МНН: эрголин мезилаты) и бромокриптин, используемый для лечения болезни Паркинсона и других состояний. К новым синтетическим эрголинам, применяемым при болезни Паркинсона, относятся перголид и лизурид.
Наиболее известным производным эрголина является психоделик ЛСД. Эргометрин и эрготамин включены в список прекурсоров согласно Конвенции ООН против незаконного оборота наркотических средств и психотропных веществ.
Эрголины проникают в грудное молоко и противопоказаны при грудном вскармливании. Они обладают утеротоническим действием, что повышает риск выкидыша при беременности.

## В природе
Алкалоиды эрголина встречаются у низших грибов и некоторых цветковых растений: мексиканских видов Turbina corymbosa и Ipomoea tricolor семейства Convolvulaceae. Основными алкалоидами в семенах этих растений являются эргин и его оптический изомер, а также небольшие количества других производных лизергиновой кислоты и клавинов. Гавайский вид Argyreia nervosa содержит аналогичные алкалоиды. Предполагается (но не доказано), что психоделические эффекты связаны с эргином или изоэргином. Грибковое происхождение эрголиновых алкалоидов обнаружено и у Convolvulaceae: как и в случае спорыньи у некоторых злаков, эрголиновые алкалоиды в растении Ipomoea asarifolia (Convolvulaceae) продуцируются эндофитным грибом, передающимся через семена.

## История
Эрголиновые алкалоиды впервые были выделены из спорыньи — грибка, поражающего злаки и вызывающего эрготизм. Спорынья также давно применялась в медицине, что стимулировало исследования её химического состава. В 1906 году Г. Баргер и Ф. Х. Карр выделили эрготоксин, обладавший большей токсичностью, чем терапевтической активностью. Выделение Артуром Штоллем эрготамина в 1918 году позволило впервые использовать очищенные эрголиновые алкалоиды в терапии.
После установления базовой химической структуры алкалоидов спорыньи в начале 1930-х годов началась эра активного изучения синтетических производных.

## Производные эрголина
Выделяют 3 основных класса производных эрголина: водорастворимые амиды лизергиновой кислоты, нерастворимые в воде эргопептины (эргопептиды) и клавиновая группа.
| Название   | R1  | R2              | R3     |
| ---------- | --- | --------------- | ------ |
| Эргин      | H   | H               | H      |
| Эргоновин  | H   | CH(CH3)CH2OH    | H      |
| Метергин   | H   | CH(CH2CH3)CH2OH | H      |
| Метисегрид | CH3 | CH(CH2CH3)CH2OH | H      |
| LSD        | H   | CH2CH3          | CH2CH3 |

## Другие производные
Некоторые синтетические производные эрголина не относятся к указанным выше группам.